# Danh sách thành phố Grenada
Danh sách này không đầy đủ, bạn cũng có thể giúp mở rộng danh sách.
- Gouyave http://www.gogouyave.com/
- Grenville
- Saint David's
- Saint George's
- Sauteurs
- Victoria
- Hillsborough
- Belmont
- Grand Roy
- Calivigny
- Tivoli
- Marquis
- Paradise
- Willis